# PT-Mi-Ba
PT-Mi-Ba (cz. Protitanková mina bakelitová) – czechosłowacka przeciwgąsienicowa mina przeciwpancerna. Z uwagi na minimalną zawartość części metalowych trudna do wykrycia przy pomocy wykrywaczy saperskich.
PT-Mi-Ba ma korpus wykonany z bakelitu zawierający 6 kg trotylu. E środkowej części korpusu znajduje się otwór wewnątrz którego umieszczany jest zapalnik o działaniu naciskowym RO-7-II i ładunek trotylu o masie 0,208 kg przenoszący detonację pomiędzy zapalnikiem a ładunkiem głównym. Detonacja następuje pod wpływem nacisku 200-400 kg na płytę zapalnika.